# Piper conquistanum
Piper conquistanum är en pepparväxtart som beskrevs av Truman George Yuncker. Piper conquistanum ingår i släktet Piper och familjen pepparväxter. Inga underarter finns listade i Catalogue of Life.